# Tomografia per emissió de positrons

Projecció de màxima intensitat amb ^{18}F, que mostra captació focal anormal en el fetge. Els nivells d'isòtops normals s'observen en el cervell, els sistemes de recollida renal i la bufeta.

La tomografia per emissió de positrons, TEP o PET (per les sigles en anglès de positron emission tomography), és l'obtenció d'imatges mitjançant el bombardeig de radiacions beta a un subjecte, per a ús informatiu sanitari, pròpia de la medicina nuclear i de la radiologia.
La tomografia per emissió de positrons és una tècnica no invasiva de diagnòstic i investigació per imatge, capaç de mesurar l'activitat metabòlica dels diferents teixits del cos humà, especialment del sistema nerviós central. Igual que la resta de tècniques diagnòstiques en medicina nuclear, com la tomografia computada per emissió de fotó simple, la TEP es basa a detectar i analitzar la distribució que adopta a l'interior del cos un radioisòtop administrat a través d'una injecció.

## Funcionament

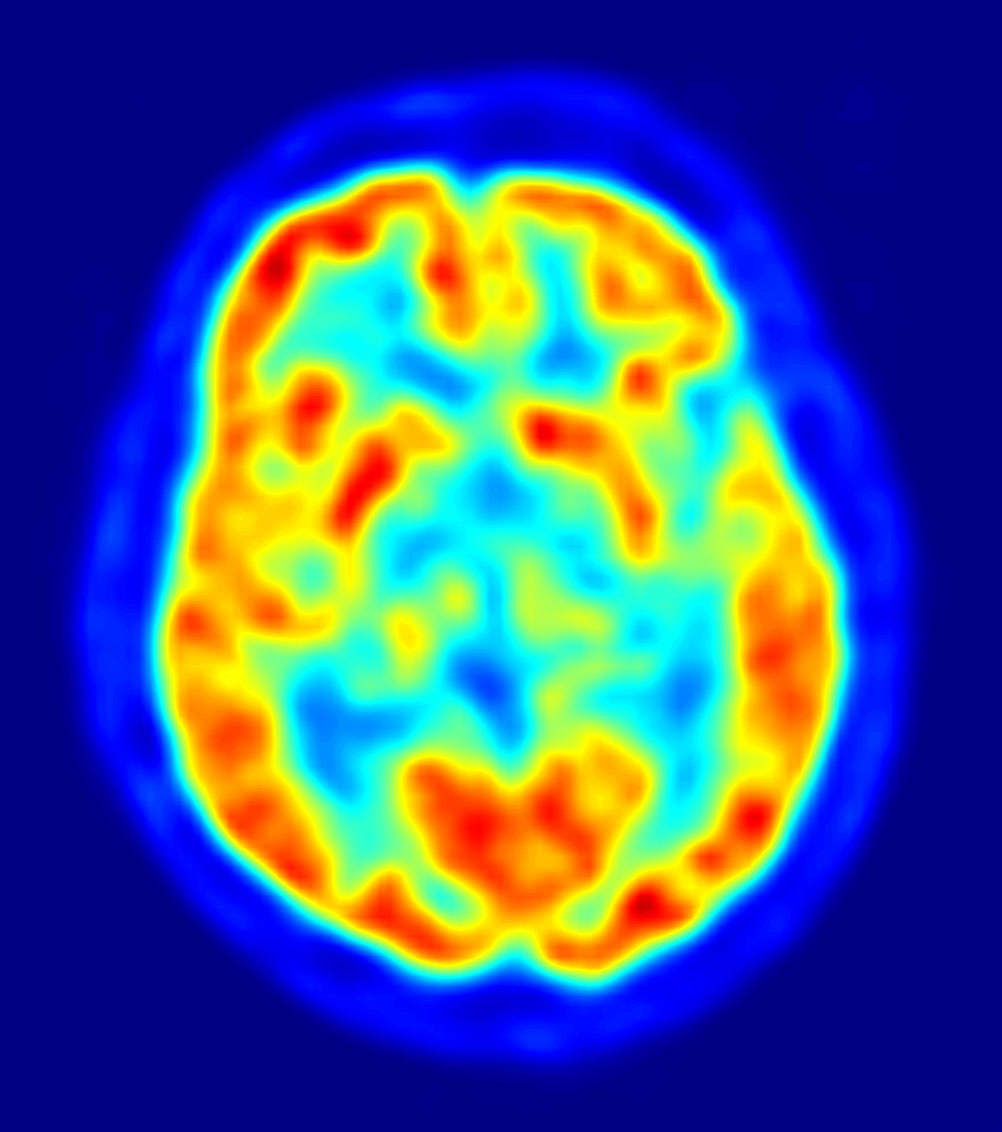
Imatges obtinguda en una PET cerebral típica

El que fa és mesurar la producció de fotons gamma, resultat de la destrucció d'un positró. S'injecta la substància, que habitualment pot travessar la barrera hematoencefàlica i, per tant, obtenir imatges del metabolisme del cervell, que es vol investigar unida a un isòtop que emet positrons, i s'obté una imatge en temps real per processament de les dades.
Hi ha diversos radioisòtops emissors de positrons d'utilitat mèdica. El més important n'és el fluor-18, capaç d'unir-se a la glucosa per obtenir el traçador 18-fluor-desoxi-glucosa (18FDG). És a dir, s'obté glucosa detectable mitjançant l'emissió de senyal radioactiu.
A les TEP s'usen centellejadors.

## Usos
La possibilitat de poder identificar, localitzar i quantificar el consum de glucosa per les diferents cèl·lules de l'organisme ofereix una eina de capital importància al diagnòstic mèdic, ja que mostra quines àrees del cos tenen un metabolisme glucídic elevat. Un elevat consum de glucosa és, precisament, la característica primordial dels teixits neoplàstics.
La TEP, per tant, permet localitzar els focus de proliferació cel·lular anormal en tot l'organisme, en un sol estudi i independentment de la localització anatòmica on hi hagi la neoplàsia (primària o metastàtica), ja que la TEP no avalua la morfologia dels teixits, sinó el seu metabolisme.
A més de l'oncologia, en què la TEP s'ha implantat amb molta força com a tècnica diagnòstica, altres àrees que es beneficien d'aquest tipus d'exploracions són la cardiologia, la neurologia i la psicobiologia, donada la possibilitat de quantificar el metabolisme tant cardíac com en el sistema nerviós central.

## Riscos i contraindicacions
Cal valorar i sospesar els riscos, avantatges, inconvenients i alternatives d'utilitzar aquesta eina en una persona o animal malalt, ja que li estem introduint radioactivitat i els seus conseqüents efectes nocius a curt i, per acumulació, a llarg termini.